# Abax ovulum
Abax ovulum är en skalbaggsart som beskrevs av Maximilien de Chaudoir. Abax ovulum ingår i släktet Abax och familjen jordlöpare. Inga underarter finns listade i Catalogue of Life.